# Премия семьи Хансен
Премия семьи Хансен — научная награда в Германии.
Премия была основана в 2000 году бывшим председателем совета директоров и наблюдательного совета Bayer AG Куртом Хансеном.

## Концепция
Фонд Байера присуждает премию каждые два года попеременно с Премией Отто Байера в размере 75 000 евро ученым немецкоязычных стран за новаторские исследования в научных областях, связанных с медициной, особенно в следующих областях специализации:
- Медицинская химия
- Генетика человека
- Исследование активных ингредиентов
- Биотехнология
- Генная инженерия
- Клеточная физиология
- Структурная биология
- Биоинформатика

## История
Основатель премии естествоиспытатель Курт Хансен был председателем правления компании Bayer AG с 1962 по 1974 год. Хансен утверждал, что продвижение исследований в области естественных наук и медицины имеет важное значение для долгосрочного успеха компании, и 2000 году создал премию для поддержки таких исследований.

## Лауреаты премии
- 2000: Томас Йентш[4]
- 2002: Кристиан Хаасс и Ральф Баумайстер[5][6]
- 2005: Рюдигер Кляйн[7]
- 2007: Магдалена Гётц[8]
- 2009: Патрик Крамер[9]
- 2011: Штефан Хелл — в знак признания его новаторских результатов в области световой микроскопии, а впоследствии был удостоен Нобелевской премии по химии 2014 года за разработку флуоресцентной микроскопии сверхвысокого разрешения[10].
- 2013: Ханс-Георг Раммензее[11]
- 2015: Эммануэль Шарпантье — за революционное открытие «генетических ножниц», которые позволяют программируемо разрезать ДНК в определенных местах. За это она была удостоена Нобелевской премии по химии 2020 года[12].
- 2017: Йенс Клаус Брюнинг и Маттиас Чоп[13]
- 2019: Эдит Хёрд (профессор и директор EMBL Heidelberg) — за новаторские открытия в области эпигенетики и ее роли в фундаментальных медицинских исследованиях. В 2020 году она была назначена в новый научно-консультативный совет Всемирной организации здравоохранения[14].
- 2021: Кай Джонссон[15]
- 2023: Клаудия Хёбартнер[16][17]